# Ravenheart
Albums de Xandria
Kill The Sun
(2003) India
(2005)
Ravenheart est le deuxième album de Xandria. Le groupe a tiré profit de son expérience et du nouveau producteur pour franchir une étape dans la création d'un ambiance et d'un son plus riche. Ils ont aussi pu s'appuyer sur une reconnaissance de la scène metal gothique pour asseoir une 36e place au classement des albums en Allemagne. Les deux meilleurs succès de l'album, dont le titre éponyme Ravenheart et Everleeping, se sont vus mis en image dans deux vidéoclips qui ont eu un succès certain. L'album est typé metal gothique, avec des arrangements qui sonnent comme du metal symphonique. 

## Liste des titres
01. Ravenheart 

02. The Lioness 

03. Back To The River

04. Eversleeping

05. Fire Of Universe 

06. Some Like It Cold

07. Answer

08. My Scarlet Name

09. Snow-White

10. Black Flame 

11. Too Close To Breathe

12. Keep My Secret Well